# Glory Johnson
Glory Bassey Johnson, född 27 juli 1990 i Colorado Springs, Colorado, är en amerikansk basketspelare som spelar för turkiska Beşiktas.

## Karriär

### USA och WNBA
Johnson studerade på University of Tennessee och spelade collegebasket i Tennessee Lady Volunteers mellan 2008 och 2012. Vid Sommaruniversiaden 2011 i Shenzhen, Kina var Johnson en del av USA:s lag som tog guld.
I WNBA:s draft 2012 valdes Johnson som totalt fjärde spelare i den första omgången av Tulsa Shock. Under sin debutsäsong i WNBA spelade hon samtliga 34 matcher, varav 28 från start och snittade 11,5 poäng, 6,8 returer, 1,1 assist samt 2,2 bollstölder per match. Vid slutet av säsongen blev Johnson även uttagen i All-Rookie Team. Säsongen 2013 spelade hon 29 matcher, varav 28 från start och snittade 15,0 poäng, 8,9 returer och 30,2 minuter speltid per match. Johnson blev under säsongen även uttagen i All-Defensive Second Team och Western Conference All-Star-lag.
Säsongen 2014 spelade Johnson 33 matcher 14,7 poäng, 9,2 returer, 1,4 assist och 32,4 minuter speltid per match. Hon blev även uttagen för andra året i rad i Western Conference All-Star-lag. Johnson missade hela säsongen 2015 då hon var gravid och födde tvillingar. Inför säsongen 2016 återvände Johnson till spel i ett Tulsa Shock som flyttat från Tulsa, Oklahoma till Arlington, Texas och bytt namn till Dallas Wings. Hon missade dock spel under den första månaden av säsongen efter en avstängning kopplat till våld i hemmet med partnern Brittney Griner. Johnson spelade totalt 18 matcher och snittade 11,3 poäng, 8,9 returer och 1,3 assist per match under säsongen 2016.
Under säsongen 2017 fortsatte Johnson att göra double-doubles i returer och poäng, vilket hon tidigare gjort ett flertal gånger under sin karriär. Den 18 juni 2017 gjorde Johnson ett nytt säsongsbästa med 27 poäng i en 87–83-vinst över Washington Mystics. I månadsskiftet mellan juli och augusti 2017 blev hon utsedd till veckans spelare i Western Conference. Den 19 augusti 2017 gjorde Johnson säsongens 13:e double-double då hon gjorde 23 poäng och tog 13 returer i en 90–86-vinst över Atlanta Dream. Under matchen slog Johnson till motståndaren Matee Ajavon och blev i efterhand avstängd en match. Hon spelade totalt 33 matcher från start och snittade 14,9 poäng och 9,1 returer per match under säsongen 2017. Johnson spelade även för Dallas Wings under säsongerna 2018 och 2019.
Inför säsongen 2020 gick Johnson till Atlanta Dream. Hon spelade 18 matcher, varav endast en från start under säsongen 2020.

### Utlandsspel
De månader under året som det varit speluppehåll i WNBA har Johnson spelat utomlands. Mellan 2012 och 2014 spelade hon för de ryska lagen Chevakata Vologda och Nadezhda Orenburg. Mellan 2016 och 2017 spelade Johnson för kinesiska Xinjiang Tianshan Deers. Under 2017 spelade hon även för turkiska Canik Belediyespor. 2018 blev Johnson klar för sin andra sejour i Kina och spel i Guangdong Dolphins. Hon gjorde även en andra sejour i Turkiet med spel i Hatayspor under 2018.
2019 återvände Johnson till Xinjiang för spel i Xinjiang Magic Deer. Mellan 2019 och 2020 blev det en återkomst i Ryssland med spel i Dynamo Kursk. I slutet av 2020 spelade hon även för ungerska Sopron Basket. 2021 spelade Johnson för turkiska Kayseri Basketbol. Sommaren 2021 gick hon till israeliska Elitzur Ramla. I slutet av 2021 gick Johnson sedan till turkiska Beşiktas.

## Privatliv
Den 14 augusti 2014 offentliggjordes det att Johnson och Brittney Griner var förlovade. Den 22 april 2015 greps båda kvinnorna efter att ha fysiskt attackerat varandra i sitt hem i Goodyear, Arizona. Båda fick lindriga skador under händelsen. Trots detta stannade de ihop och gifte sig den 8 maj 2015. Det tillkännagavs den 4 juni 2015 att Johnson var gravid och att hon skulle missa 2015 års säsong i WNBA. En dag senare ansökte Griner om upplösning av äktenskapet, vilket avslogs. Johnson födde tvillingflickor i oktober 2015, 16 veckor för tidigt. Tvillingarna föddes genom provrörsbefruktning. Skilsmässan slutfördes i juni 2016.